# White Light from the Mouth of Infinity
White Light from the Mouth of Infinity – siódmy album studyjny amerykańskiego zespołu Swans, wydany w 1991 przez Young God Records.
White Light from the Mouth of Infinity jest kontynuacją i rozwinięciem melodyjnego oblicza zespołu zapoczątkowanego na poprzednim albumie The Burning World, w odróżnieniu od niego zawiera jednak bardziej złożoną, dynamiczną i urozmaiconą muzykę. Autorem utworów na płycie jest Michael Gira.

## Lista utworów
Wersja 2xLP / CD:
| Nr  | Tytuł utworu               | Długość |
| --- | -------------------------- | ------- |
| 1.  | „Better Than You”          | 5:57    |
| 2.  | „Power and Sacrifice”      | 5:30    |
| 3.  | „You Know Nothing”         | 5:46    |
| 4.  | „Song for Dead Time”       | 5:24    |
| 5.  | „Will We Survive”          | 6:51    |
| 6.  | „Love Will Save You”       | 6:06    |
| 7.  | „Failure”                  | 6:20    |
| 8.  | „Song for the Sun”         | 5:03    |
| 9.  | „Miracle of Love”          | 6:43    |
| 10. | „When She Breathes”        | 5:03    |
| 11. | „Why Are We Alive?”        | 5:29    |
| 12. | „The Most Unfortunate Lie” | 5:02    |
|     |                            | 1:09:14 |

## Twórcy
- Michael Gira – śpiew, gitara akustyczna, instrumenty klawiszowe, dźwięki, sample, aranżacje
- Jarboe – śpiew, instrumenty klawiszowe, aranżacje
- Norman Westberg – gitara elektryczna
- Christoph Hahn – gitara elektryczna, gitara akustyczna
- Clinton Steele – gitara elektryczna, gitara akustyczna
- Nicky Skopelitis – gitara elektryczna, gitara akustyczna, baglama, buzuki, banjo
- Steve Burgh – mandolina, gitara 12-strunowa
- Jenny Wade – gitara basowa
- Anton Fier – perkusja, programowanie perkusji
- Vincent Signorelli – perkusja
- Hahn Rowe – skrzypce

## Reedycje
Niektóre utwory z płyty weszły w skład kompilacji Various Failures z 1999 oraz reedycji Forever Burned z 2003.
W 2015 nakładem Young God Records i Mute Records ukazała się trzypłytowa reedycja (dostępna również w wersji 3xLP+CD) pod tytułem White Light from the Mouth of Infinity / Love of Life (Deluxe Edition). Pierwszy dysk (lub 2xLP) zawiera album White Light from the Mouth of Infinity (z kilkoma zmianami), drugi dysk (lub LP) zawiera album Love of Life, natomiast trzeci dysk (w obu wersjach na CD) zawiera utwory nagrane w latach 1988–1992 i wydane na różnych albumach i singlach:
| \| Nr \| Tytuł utworu \| Długość \| \| --- \| -------------------------- \| ------- \| \| 1. \| „Better Than You” \| 5:51 \| \| 2. \| „Power and Sacrifice” \| 5:36 \| \| 3. \| „You Know Nothing” \| 5:46 \| \| 4. \| „Song for Dead Time” \| 4:58 \| \| 5. \| „Will We Survive?” \| 5:59 \| \| 6. \| „Love Will Save You” \| 6:06 \| \| 7. \| „Failure” \| 6:20 \| \| 8. \| „Song for the Sun” \| 5:03 \| \| 9. \| „Miracle of Love” \| 6:43 \| \| 10. \| „Blind” \| 4:31 \| \| 11. \| „When She Breathes” \| 4:31 \| \| 12. \| „Why Are We Alive?” \| 6:00 \| \| 13. \| „The Most Unfortunate Lie” \| 5:02 \| \| \| \| 1:12:26 \| - „Song for Dead Time”, „Will We Survive?”, „When She Breathes” i „Why Are We Alive?” zostały zastąpione innymi wersjami tych utworów wydanymi wcześniej na kompilacji Various Failures, - „Blind” (dodatkowy utwór na albumie) został wcześniej wydany na solowym albumie Michaela Giry Drainland. |                            |         |
| Nr | Tytuł utworu               | Długość |
| 1. | „Better Than You”          | 5:51    |
| 2. | „Power and Sacrifice”      | 5:36    |
| 3. | „You Know Nothing”         | 5:46    |
| 4. | „Song for Dead Time”       | 4:58    |
| 5. | „Will We Survive?”         | 5:59    |
| 6. | „Love Will Save You”       | 6:06    |
| 7. | „Failure”                  | 6:20    |
| 8. | „Song for the Sun”         | 5:03    |
| 9. | „Miracle of Love”          | 6:43    |
| 10. | „Blind”                    | 4:31    |
| 11. | „When She Breathes”        | 4:31    |
| 12. | „Why Are We Alive?”        | 6:00    |
| 13. | „The Most Unfortunate Lie” | 5:02    |
| |                            | 1:12:26 |

| \| Nr \| Tytuł utworu \| Długość \| \| --- \| ---------------------------------------------- \| ------- \| \| 1. \| „(---) Pt. 1” \| 0:16 \| \| 2. \| „Love of Life” \| 3:41 \| \| 3. \| „The Golden Boy That Was Swallowed by the Sea” \| 4:31 \| \| 4. \| „(---) Pt. 2” \| 0:37 \| \| 5. \| „(---) Pt. 3” \| 2:06 \| \| 6. \| „The Other Side of the World” \| 4:39 \| \| 7. \| „Her” \| 5:24 \| \| 8. \| „The Sound of Freedom” \| 4:34 \| \| 9. \| „(---) Pt. 4” \| 0:34 \| \| 10. \| „Amnesia” \| 4:19 \| \| 11. \| „Identity” \| 4:30 \| \| 12. \| „(---) Pt. 5” \| 1:02 \| \| 13. \| „In the Eyes of Nature” \| 4:41 \| \| 14. \| „She Cries (for Spider)” \| 4:57 \| \| 15. \| „God Loves America” \| 3:43 \| \| 16. \| „(---) Pt. 6” \| 1:19 \| \| 17. \| „No Cure for the Lonely” \| 2:56 \| \| \| \| 53:49 \| |                                                |         |
| Nr | Tytuł utworu                                   | Długość |
| 1. | „(---) Pt. 1”                                  | 0:16    |
| 2. | „Love of Life”                                 | 3:41    |
| 3. | „The Golden Boy That Was Swallowed by the Sea” | 4:31    |
| 4. | „(---) Pt. 2”                                  | 0:37    |
| 5. | „(---) Pt. 3”                                  | 2:06    |
| 6. | „The Other Side of the World”                  | 4:39    |
| 7. | „Her”                                          | 5:24    |
| 8. | „The Sound of Freedom”                         | 4:34    |
| 9. | „(---) Pt. 4”                                  | 0:34    |
| 10. | „Amnesia”                                      | 4:19    |
| 11. | „Identity”                                     | 4:30    |
| 12. | „(---) Pt. 5”                                  | 1:02    |
| 13. | „In the Eyes of Nature”                        | 4:41    |
| 14. | „She Cries (for Spider)”                       | 4:57    |
| 15. | „God Loves America”                            | 3:43    |
| 16. | „(---) Pt. 6”                                  | 1:19    |
| 17. | „No Cure for the Lonely”                       | 2:56    |
| |                                                | 53:49   |

| \| Nr \| Tytuł utworu \| Długość \| \| --- \| ---------------------------------- \| ------- \| \| 1. \| „Amnesia” (Long) \| 7:42 \| \| 2. \| „Song for Dead Time” (MG Version) \| 4:34 \| \| 3. \| „You Know Everything” \| 4:25 \| \| 4. \| „Mother’s Milk” \| 4:36 \| \| 5. \| „The Child's Right” \| 3:36 \| \| 6. \| „Love of Life” (Short) \| 3:19 \| \| 7. \| „Unfortunate Lie” (Inst. Version) \| 2:17 \| \| 8. \| „No Cruel Angel” \| 4:28 \| \| 9. \| „Black Eyed Dog” \| 3:48 \| \| 10. \| „Love of Life” (Long) \| 6:07 \| \| 11. \| „Picture of Maryanne” \| 4:21 \| \| 12. \| „Amnesia” (Live) \| 6:20 \| \| 13. \| „Dream Dream” \| 5:32 \| \| 14. \| „Please Remember Me” \| 4:37 \| \| 15. \| „Drink to Me Only with Thine Eyes” \| 1:17 \| \| 16. \| „The Unknown” \| 6:45 \| \| 17. \| „Blood on Your Hands” \| 3:11 \| \| 18. \| „A Young Girl Needs” \| 2:34 \| \| \| \| 1:19:29 \| - „Amnesia” (Long), „Song for Dead Time” (MG Version), „Love of Life” (Short), „Love of Life” (Long) i „Picture of Maryanne” pochodzą z singla Love of Life / Amnesia, - „You Know Everything” został wcześniej wydany na singlu Celebrity Lifestyle / Mother/Father oraz na kompilacji Die Tür ist zu, - „Mother’s Milk” i „Amnesia” (Live) pochodzą z albumu Omniscience, - „The Child's Right”, „Black Eyed Dog”, „Dream Dream”, „Please Remember Me” i „Drink to Me Only with Thine Eyes” pochodzą z albumu Ten Songs for Another World, - „Unfortunate Lie” (Inst. Version) został wcześniej wydany na kompilacji Various Failures, - „No Cruel Angel” pochodzi z singla Saved, - „The Unknown” nie był wcześniej publikowany na oficjalnych wydawnictwach zespołu, - „Blood on Your Hands” i „A Young Girl Needs” pochodzą z albumu Anonymous Bodies in an Empty Room. |                                    |         |
| Nr | Tytuł utworu                       | Długość |
| 1. | „Amnesia” (Long)                   | 7:42    |
| 2. | „Song for Dead Time” (MG Version)  | 4:34    |
| 3. | „You Know Everything”              | 4:25    |
| 4. | „Mother’s Milk”                    | 4:36    |
| 5. | „The Child's Right”                | 3:36    |
| 6. | „Love of Life” (Short)             | 3:19    |
| 7. | „Unfortunate Lie” (Inst. Version)  | 2:17    |
| 8. | „No Cruel Angel”                   | 4:28    |
| 9. | „Black Eyed Dog”                   | 3:48    |
| 10. | „Love of Life” (Long)              | 6:07    |
| 11. | „Picture of Maryanne”              | 4:21    |
| 12. | „Amnesia” (Live)                   | 6:20    |
| 13. | „Dream Dream”                      | 5:32    |
| 14. | „Please Remember Me”               | 4:37    |
| 15. | „Drink to Me Only with Thine Eyes” | 1:17    |
| 16. | „The Unknown”                      | 6:45    |
| 17. | „Blood on Your Hands”              | 3:11    |
| 18. | „A Young Girl Needs”               | 2:34    |
| |                                    | 1:19:29 |

W 2015 ukazała się również dwupłytowa winylowa reedycja albumu.